# Základní škola a Mateřská škola Želetava
Základní škola a Mateřská škola Želetava je základní škola v Želetavě v okrese Třebíč. Součástí školy je mateřská škola, školní družina, jídelna pro ZŠ i pro MŠ. V roce 1994 byla zřízena jako samostatná organizace. Škola sídlí v Pražské ulici v Želetavě, má dvě budovy ŽS v těsné blízkosti, v první budově je školní družina, první stupeň a nová tělocvična, v druhé budově je druhý stupeň a starší tělocvična. Školní jídelna sídlí nedaleko těchto budov a mateřská škola sídlo na okraji městyse.

## Historie
První zmínka o škole je z roku 1625, kdy byl obecní písař Šimon, bývalý písař v Telči, také ustanoven rektorem. Roku 1662 chodilo do školy 12 žáků a učitel byl placen farářem. Škola roku 1667 vyhořela. Roku 1721 je uváděna škola již v městečku poblíž masných krámů, roku 1760 vyhořela spolu s kostelem. Zřízena pak byla na náměstí, kde však překážela vyhlídce z některých měšťanských domů, a proto byla odstraněna a postavena proti bývalému pivovaru. Přiškoleny sem byly obce Bítovánky, Jindřichovice, Šašovice a Valdorf (Lesná).
Roku 1821 byla rozšířena na dvoutřídní, ale roku 1842 opět vyhořela. Do postavení nové budovy roku 1843 se učilo po soukromých domech, roku 1864 byla rozšířena na trojtřídní, roku 1885 na čtyřtřídní, roku 1890 na pětitřídní a roku 1896 na šestitřídní. Roku 1875 bylo zavedeno industriální vyučování, roku 1908 byly vyškoleny Šašovice. Pro velký počet žactva byla po delších průtazích postavena roku 1884 nová školní budova nákladem 50 000 K a do roku 1896 měla již šest tříd. Významným činem zdejšího školství bylo otevření měšťanské školy roku 1909, v jejíž nově postavené budově se začalo vyučovat roku 1911.
V roce 1948 přešly vládním nařízením obecné a měšťanské školy pod stát a byly přejmenovány na národní a střední školu. Ty byly od 1. září 1953 na základě nového zákona o školské soustavě sloučeny v osmiletou střední školu, roku 1960 přeměněny na základní devítiletou školu. Během let došlo k několika rekonstrukcím školních budov, poslední byla roku 2003 s přístavbou nové tělocvičny a učeben. V obci dnes působí základní škola s 1. až 9. ročníkem.

## Absolventi
- Antonín Němec, vysokoškolský pedagog[5]
- Eduard Novák, odbojář